# La Oreja de Van Gogh

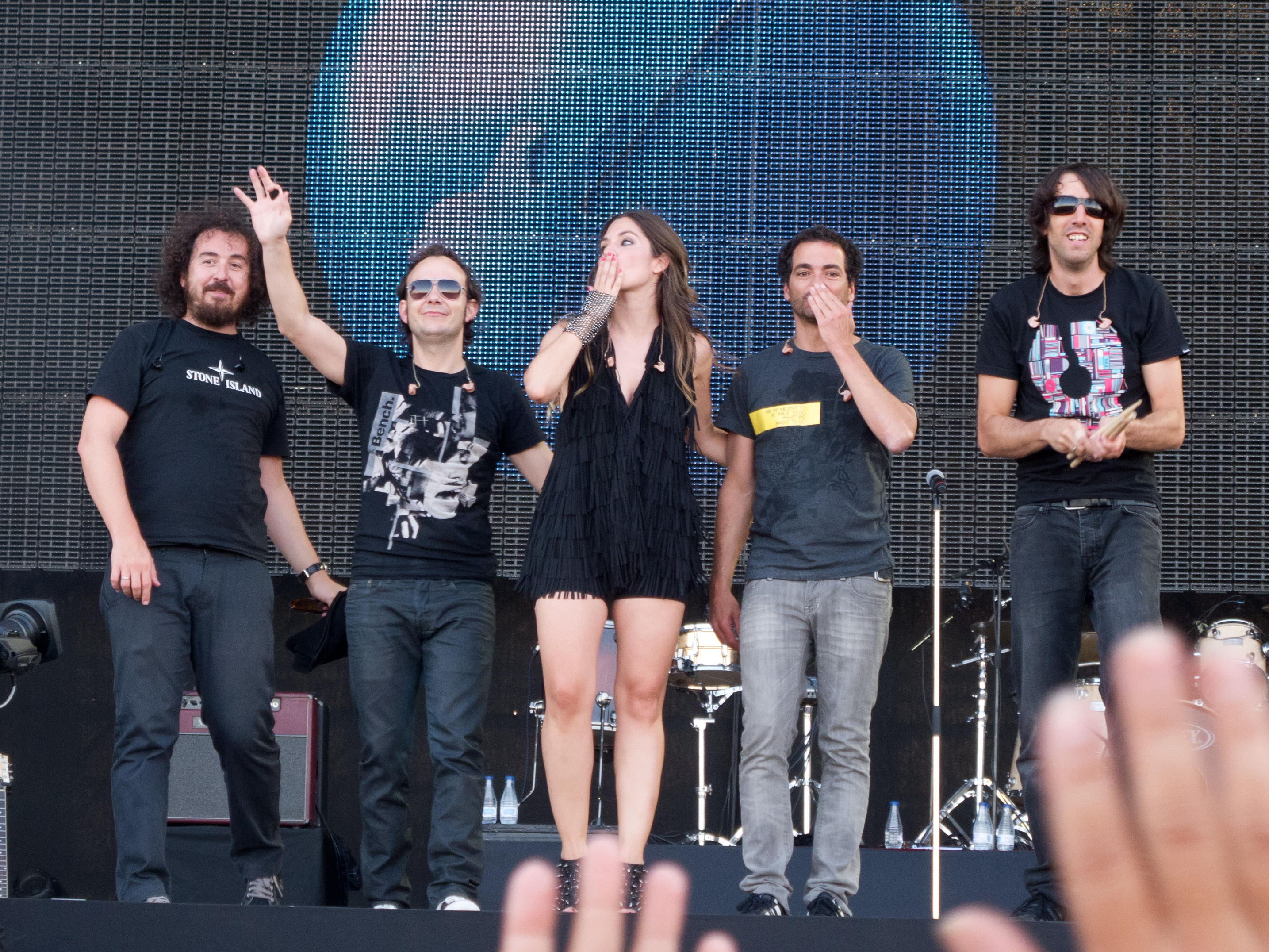
La Oreja de Van Gogh bei Rock in Rio Madrid (2012)

La Oreja de Van Gogh (span. Das Ohr von van Gogh) ist eine spanische Pop-Band, die 1996 von jugendlichen Musikern aus San Sebastián, die sich an der Universität kennengelernt hatten, gegründet wurde. 

## Bandgeschichte

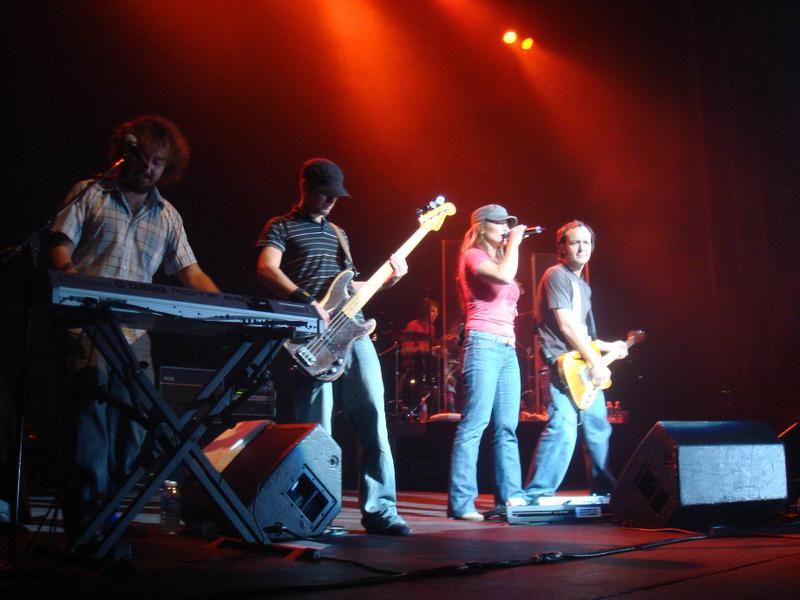
Guapa-Tour (2007)

Der Gitarrist Pablo Benegas, der Bassist Álvaro Fuentes, der Keyboarder Xabi San Martín und der Schlagzeuger Haritz Garde spielten hauptsächlich Alternative-Lieder, bevor Amaia Montero der Band beitrat und Garde als Sänger ablöste. 
Ihr erstes Album Dile al sol wurde 1998 veröffentlicht. Es kam an die Spitze der spanischen Charts und wurde mit dem Premio Ondas al Artista del Año ausgezeichnet. Nach zahlreichen Touren veröffentlichte die Band zwei weitere Alben El viaje de Copperpot und Lo que te conté mientras te hacias la dormida und zwei DVDs: La oreja de Van Gogh mit Material von ihren ersten beiden Aufnahmen und die Live-DVD Lo que te conté mientras te hacias la dormida, Gira 2003.
Die Lieder handeln meistens von Liebe, Freundschaft und allem, was in der Beziehung zweier Menschen vorkommt, und wurden bislang großteils von Amaia Montero in Zusammenarbeit mit Pablo Benegas und Xabi San Martín geschrieben.
Im April 2006 veröffentlichte die Band ihr viertes Album Guapa. Dieses erreichte bereits in der ersten Woche Platz 1 der spanischen Albumcharts.
Am 19. November 2007 gab die Band in ihrem offiziellen Weblog bekannt, dass sich die Sängerin Amaia Montero nach elf Jahren von der Gruppe trennen wird, um eine Solokarriere zu starten. Als neue Sängerin wurde am 14. Juli 2008 in der Casa de América in Madrid Leire Martínez, Finalistin der spanischen Version der Castingshow Factor X, vorgestellt. Das erste Album in der neuen Formation erschien am 2. September 2008 im Handel.
Die erste Single mit Sängerin Leire Martínez heißt El último vals.

## Diskografie

### Studioalben
| Jahr | Titel Musiklabel                                               | Höchstplatzierung, Gesamtwochen, AuszeichnungChartplatzierungen (Jahr, Titel, Musiklabel, Platzierungen, Wochen, Auszeichnungen, Anmerkungen) | Höchstplatzierung, Gesamtwochen, AuszeichnungChartplatzierungen (Jahr, Titel, Musiklabel, Platzierungen, Wochen, Auszeichnungen, Anmerkungen) | Höchstplatzierung, Gesamtwochen, AuszeichnungChartplatzierungen (Jahr, Titel, Musiklabel, Platzierungen, Wochen, Auszeichnungen, Anmerkungen) | Anmerkungen                              |
| Jahr | Titel Musiklabel                                               | US | Latin | ES | Anmerkungen                              |
| ---- | -------------------------------------------------------------- | --- | --- | --- | ---------------------------------------- |
| 1998 | Dile al sol Double T Music (SME)                               | — | — | ES1 ×7Siebenfachplatin · (84 Wo.)ES | Erstveröffentlichung: 18. Mai 1998       |
| 2000 | El viaje de Copperpot Epic Records (SME)                       | — | Latin— PlatinLatin | ES1 ×11Elffachplatin · (70 Wo.)ES | Erstveröffentlichung: 11. September 2000 |
| 2003 | Lo que te conté mientras te hacías la dormida Sony Music (SME) | — | Latin9 ×2Doppelplatin · (80 Wo.)Latin | ES1 ×6Sechsfachplatin · (75 Wo.)ES | Erstveröffentlichung: 28. April 2003     |
| 2006 | Guapa / Más guapa Sony BMG (SME)                               | US114 (3 Wo.)US | Latin5 (18 Wo.)Latin | ES1 ×1515-fach-Platin · (103 Wo.)ES | Erstveröffentlichung: 25. April 2006     |
| 2008 | A las cinco en el Astoria Columbia Records / Sony BMG (SME)    | — | Latin21 (4 Wo.)Latin | ES1 ×4Vierfachplatin · (80 Wo.)ES | Erstveröffentlichung: 2. September 2008  |
| 2009 | Nuestra casa a la izquierda del tiempo Columbia Records (SME)  | — | — | ES3 Gold · (49 Wo.)ES | Erstveröffentlichung: 20. Oktober 2009   |
| 2011 | Cometas por el cielo Sony Music (SME)                          | — | Latin64 (2 Wo.)Latin | ES1 Platin · (84 Wo.)ES | Erstveröffentlichung: 13. September 2011 |
| 2016 | El planeta imaginario Sony Music (SME)                         | — | Latin9 (1 Wo.)Latin | ES1 Gold · (48 Wo.)ES | Erstveröffentlichung: 4. November 2016   |
| 2020 | Un susurro en la tormenta Sony Music (SME)                     | — | — | ES1 (48 Wo.)ES | Erstveröffentlichung: 18. September 2020 |

grau schraffiert: keine Chartdaten aus diesem Jahr verfügbar

### Livealben
| Jahr | Titel Musiklabel                                  | Höchstplatzierung, Gesamtwochen, AuszeichnungChartplatzierungen (Jahr, Titel, Musiklabel, Platzierungen, Wochen, Auszeichnungen, Anmerkungen) | Höchstplatzierung, Gesamtwochen, AuszeichnungChartplatzierungen (Jahr, Titel, Musiklabel, Platzierungen, Wochen, Auszeichnungen, Anmerkungen) | Höchstplatzierung, Gesamtwochen, AuszeichnungChartplatzierungen (Jahr, Titel, Musiklabel, Platzierungen, Wochen, Auszeichnungen, Anmerkungen) | Anmerkungen                            |
| Jahr | Titel Musiklabel                                  | US | Latin | ES | Anmerkungen                            |
| ---- | ------------------------------------------------- | --- | --- | --- | -------------------------------------- |
| 2004 | La Oreja de Van Gogh - Gira 2003 Sony Music (SME) | — | Latin22 (36 Wo.)Latin | ES39 (11 Wo.)ES | Erstveröffentlichung: 19. April 2004   |
| 2013 | Primera fila Sony Music (SME)                     | — | — | ES6 (21 Wo.)ES | Erstveröffentlichung: 28. Oktober 2013 |

grau schraffiert: keine Chartdaten aus diesem Jahr verfügbar
Weitere Livealben
- 2012: Cometas por el cielo en directo desde América

### Kompilationen
| Jahr | Titel Musiklabel                     | Höchstplatzierung, Gesamtwochen, AuszeichnungChartplatzierungen (Jahr, Titel, Musiklabel, Platzierungen, Wochen, Auszeichnungen, Anmerkungen) | Höchstplatzierung, Gesamtwochen, AuszeichnungChartplatzierungen (Jahr, Titel, Musiklabel, Platzierungen, Wochen, Auszeichnungen, Anmerkungen) | Höchstplatzierung, Gesamtwochen, AuszeichnungChartplatzierungen (Jahr, Titel, Musiklabel, Platzierungen, Wochen, Auszeichnungen, Anmerkungen) | Anmerkungen                         |
| Jahr | Titel Musiklabel                     | US | Latin | ES | Anmerkungen                         |
| ---- | ------------------------------------ | --- | --- | --- | ----------------------------------- |
| 2008 | LOVG – grandes éxitos Sony BMG (SME) | — | Latin50 (5 Wo.)Latin | ES11 Gold · (13 Wo.)ES | Erstveröffentlichung: 24. Juni 2008 |

### Singles
| Jahr | Titel Album                                                              | Höchstplatzierung, Gesamtwochen, AuszeichnungChartplatzierungen (Jahr, Titel, Album, Platzierungen, Wochen, Auszeichnungen, Anmerkungen) | Höchstplatzierung, Gesamtwochen, AuszeichnungChartplatzierungen (Jahr, Titel, Album, Platzierungen, Wochen, Auszeichnungen, Anmerkungen) | Anmerkungen                                                 |
| Jahr | Titel Album                                                              | Latin | ES | Anmerkungen                                                 |
| ---- | ------------------------------------------------------------------------ | --- | --- | ----------------------------------------------------------- |
| 2000 | Cuídate El Viaje de Copperpot                                            | — | ES8 ×2Doppelplatin · (7 Wo.)ES | Erstveröffentlichung: 10. Juli 2000                         |
| 2001 | La playa El Viaje de Copperpot                                           | Latin30 (19 Wo.)Latin | ES9 ×2Doppelplatin · (4 Wo.)ES | Erstveröffentlichung: 15. Januar 2001                       |
| 2003 | Puedes contar conmigo Lo que te conté mientras te hacías la dormida      | Latin5 (11 Wo.)Latin | ES3 ×2Doppelplatin · (12 Wo.)ES | Erstveröffentlichung: 10. März 2003                         |
| 2003 | 20 de enero Lo que te conté mientras te hacías la dormida                | — | ES14 Platin · (4 Wo.)ES | Erstveröffentlichung: 20. Juni 2003                         |
| 2003 | Rosas Lo que te conté mientras te hacías la dormida                      | Latin4 (26 Wo.)Latin | ES5 ×5Fünffachplatin · (42 Wo.)ES | Erstveröffentlichung: 26. September 2003                    |
| 2004 | Deseos de cosas imposibles Lo que te conté mientras te hacías la dormida | Latin21 (16 Wo.)Latin | ES19 Platin · (1 Wo.)ES | Erstveröffentlichung: 5. Januar 2004                        |
| 2004 | Geografía Lo que te conté mientras te hacías la dormida                  | — | ES15 Gold · (1 Wo.)ES | Erstveröffentlichung: 11. März 2004                         |
| 2004 | Vestido azul Lo que te conté mientras te hacías la dormida               | — | ES17 (1 Wo.)ES | Erstveröffentlichung: 29. Juni 2004                         |
| 2004 | Bonustrack Lo que te conté mientras te hacías la dormida                 | — | ES9 (5 Wo.)ES | Erstveröffentlichung: 30. August 2004                       |
| 2006 | Muñeca de trapo Guapa                                                    | Latin12 (12 Wo.)Latin | ES— GoldES | Erstveröffentlichung: 28. Februar 2006                      |
| 2008 | El último vals A las cinco en el Astoria                                 | Latin38 (8 Wo.)Latin | ES43 Platin · (4 Wo.)ES | Erstveröffentlichung: 7. Juli 2008                          |
| 2008 | Inmortal A las cinco en el Astoria                                       | Latin35 (16 Wo.)Latin | ES10 Gold · (17 Wo.)ES | Erstveröffentlichung: 27. Oktober 2008                      |
| 2008 | Jueves A las cinco en el Astoria                                         | — | ES14 Platin · (30 Wo.)ES | Erstveröffentlichung: 8. Dezember 2008                      |
| 2009 | Europa VII A las cinco en el Astoria                                     | — | ES43 (1 Wo.)ES | Erstveröffentlichung: 13. April 2009                        |
| 2011 | La niña que llora en tus fiestas Cometas por el cielo                    | — | ES8 Gold · (27 Wo.)ES | Erstveröffentlichung: 16. Juli 2011                         |
| 2011 | Cometas por el cielo                                                     | — | ES20 Gold · (21 Wo.)ES | Erstveröffentlichung: 29. Oktober 2011                      |
| 2011 | La luz que nace en ti –                                                  | — | ES43 (1 Wo.)ES | Erstveröffentlichung: 29. November 2011                     |
| 2013 | Otra vez me has sacado a bailar –                                        | — | ES22 (8 Wo.)ES | Erstveröffentlichung: 22. Januar 2013                       |
| 2013 | El primer día del resto de mi vida Primera Fila                          | — | ES6 Gold · (14 Wo.)ES | Erstveröffentlichung: 9. September 2013                     |
| 2013 | Maria Primera Fila                                                       | — | ES26 (1 Wo.)ES | feat. Natalia Lafourcade                                    |
| 2016 | Verano El planeta imaginario                                             | — | ES65 Gold · (4 Wo.)ES | Erstveröffentlichung: 16. September 2016                    |
| 2018 | La chica del espejo –                                                    | — | ES11 (1 Wo.)ES | Erstveröffentlichung: 19. Oktober 2018                      |
| 2021 | Blanca navidad –                                                         | — | ES79 (1 Wo.)ES | Erstveröffentlichung: 1. Januar 2021 Charteinstieg ES: 2023 |

Weitere Singles
- 1998: El 28
- 1998: Soñaré
- 1998: Cuéntame al oído (ES: Gold)
- 1999: Pesadilla
- 1999: Dile al sol
- 1999: Qué puedo pedir
- 1999: El libro
- 2000: La estrella y la luna
- 2000: París (ES: Gold)
- 2001: Pop (ES: Gold)
- 2001: Soledad
- 2001: Mariposa
- 2001: Tu pelo
- 2002: La chica del gorro azul
- 2003: París (dernier rendez - vous)
- 2004: Rosas (live)
- 2004: Historia de un sueño
- 2006: Muñeca de trapo
- 2006: Dulce locura (ES: Gold)
- 2006: Perdida
- 2006: En mi lado del sofá
- 2017: Estoy contigo (feat. Ana Torroja, Melendi, Iván Ferreiro, Maldita Nerea, Vanesa Martín, India Martínez, Rozalén, Andrés Suárez, Funambulista & David Otero, ES: Gold)
- 2020: Durante una Mirada (ES: Platin)

### Boxsets
| Jahr | Titel | Höchstplatzierung, Gesamtwochen, AuszeichnungChartplatzierungen (Jahr, Titel, Platzierungen, Wochen, Auszeichnungen, Anmerkungen) | Höchstplatzierung, Gesamtwochen, AuszeichnungChartplatzierungen (Jahr, Titel, Platzierungen, Wochen, Auszeichnungen, Anmerkungen) | Höchstplatzierung, Gesamtwochen, AuszeichnungChartplatzierungen (Jahr, Titel, Platzierungen, Wochen, Auszeichnungen, Anmerkungen) | Anmerkungen |
| Jahr | Titel | US | Latin | ES | Anmerkungen |
| ---- | ----- | --- | --- | --- | ----------- |
| 2006 | LOVG  | — | — | ES1 (13 Wo.)ES |             |

### Videoalben
- 2002: La Oreja de Van Gogh
- 2003: Lo Que Te Conté Mientras Te Hacías La Dormida Gira 2003 (ES: Gold)

## Auszeichnungen für Musikverkäufe
| Goldene Schallplatte - Ecuador - 2005: für das Album Lo que te conté mientras te hacías la dormida - Mexiko - 2005: für das Videoalbum Lo que te conté mientras te hacías la dormida - 2009: für das Album A las cinco en el Astoria - 2014: für die Single El primer día del resto de mi vida - 2016: für die Single Rosas - Uruguay - 2005: für das Album Lo que te conté mientras te hacías la dormida - Venezuela - 2005: für das Album Lo que te conté mientras te hacías la dormida - 2014: für das Album Primera fila Platin-Schallplatte - Argentinien - 2003: für das Videoalbum Lo que te conté mientras te hacías la dormida - 2006: für das Album Guapa - 2015: für das Album Primera fila - Europa - 2002: für das Album El viaje de Copperpot - Mexiko - 2006: für das Album Guapa | 3× Goldene Schallplatte - Mexiko - 2004: für das Album Lo que te conté mientras te hacías la dormida - 2023: für das Album Primera fila 2× Platin-Schallplatte - Chile - 2005: für das Album Lo que te conté mientras te hacías la dormida - Mexiko - 2002: für das Album El viaje de Copperpot 4× Platin-Schallplatte - Argentinien - 2003: für das Album Lo que te conté mientras te hacías la dormida |

Anmerkung: Auszeichnungen in Ländern aus den Charttabellen bzw. Chartboxen sind in ebendiesen zu finden.
| Land/RegionAuszeichnungen für Musikverkäufe (Land/Region, Auszeichnungen, Verkäufe, Quellen) | Gold       | Platin       | Verkäufe    | Quellen                                                     |
| -------------------------------------------------------------------------------------------- | ---------- | ------------ | ----------- | ----------------------------------------------------------- |
| Argentinien (CAPIF)                                                                          | —          | 7× Platin7   | 248.000     | capif.org.ar (Memento vom 31. Mai 2011 im Internet Archive) |
| Chile (IFPI)                                                                                 | —          | 2× Platin2   | 30.000      | Einzelnachweise                                             |
| Ecuador (SOPROFON)                                                                           | Gold1      | —            | 7.500       | Einzelnachweise                                             |
| Europa (IFPI)                                                                                | —          | Platin1      | (1.000.000) | ifpi.org                                                    |
| Mexiko (AMPROFON)                                                                            | 6× Gold6   | 5× Platin5   | 640.000     | amprofon.com.mx                                             |
| Spanien (Promusicae)                                                                         | 16× Gold16 | 60× Platin60 | 5.300.000   | elportaldemusica.es ES2                                     |
| Uruguay (CUD)                                                                                | Gold1      | —            | 2.000       | Einzelnachweise                                             |
| Vereinigte Staaten (RIAA)                                                                    | —          | 3× Platin3   | 180.000     | riaa.com                                                    |
| Venezuela (APFV)                                                                             | 2× Gold2   | —            | 15.000      | Einzelnachweise                                             |
| Insgesamt                                                                                    | 26× Gold26 | 78× Platin78 |             |                                                             |